# Cyamops halteratus
Cyamops halteratus is een vliegensoort uit de familie van de Aulacigastridae. De wetenschappelijke naam van de soort is voor het eerst geldig gepubliceerd in 1958 door Sabrosky.